# 河田重親
河田 重親（かわだ しげちか、享禄4年（1531年） - 文禄2年（1593年））は、戦国時代の武将。越後国上杉氏、次いで相模国後北条氏の家臣。越後の上杉氏に仕えた河田長親の伯父にあたる。伯耆守。系譜史料では仮名を「六郎」「九郎次郎」としているが、文書上からは確認されない。初名は「泰親」か。
子に政親ほか2人の女子がいる。

## 略歴
系図類に拠れば河田氏は近江国の出身で、重親は河田元親（伊豆守）の弟（「御家中諸士略系譜」）、もしくは三男「泰親」とされ（「藤原姓河田氏累系」）とされ、いずれも河田長親の叔父としている。
系譜史料によれば、甥の長親は永禄2年に越後の上杉謙信に仕え、重親は長親を頼り上杉家に仕官したとされる。重親の初見史料として永禄9年10月13日付上杉輝虎書状があることから、この間の仕官であると考えられている。
戦国期に上杉氏と相模の後北条氏は北関東をめぐり攻防を繰り広げているが、重親は後北条領国の最前線にあたる上野国沼田城の守備を務め、松本景繁、上野家成とともに沼田三人衆と呼ばれた。永禄11年には甲斐の武田氏が駿河今川領国への侵攻を行い（駿河侵攻）、後北条氏では武田氏への対抗策として越後との同盟（越相同盟）をもちかけており、重親らはその際に取次を務めている。
天正6年（1578年）に越後で上杉謙信が死去し、養子の上杉景勝と上杉景虎の間で家督をめぐる抗争（御館の乱）が発生する。重親は元亀年間からの沼田在城が想定されているが、御館の乱に際して重親は厩橋の北条高広・景広らと北条家から養子に入った景虎の支持を表明し（天正6年6月11日付北条氏政判物写）、上野においては後北条氏の勢力が拡大する。重親は景勝方に属した上野家成らと戦い沼田城を奪取し、同年8月に上野の景虎方は越後へ抜けるため三国街道を上田庄へ侵攻する。重親は景虎から厩橋城主北条高広と合同での坂戸城攻めを命じられ、越年体制となったため沼田領から切り離されて越後に滞陣するが、景虎方の敗退で沼田へ退いている。
御館の乱では武田氏が景勝側を支持したため天正6年6月に甲越同盟が成立し、甲越同盟の締結は北条氏との甲相同盟を破綻させる。そのため武田氏と北条氏は東上野の領有を巡り抗争し、東上野では厩橋の北条高広のほか由良氏、那波氏らが武田方に転じると沼田地域の後北条勢は孤立し、重親は天正7年12月段階で小中彦兵衛らと武田方に服属している。
重親は天正8年7月段階まで動向が確認されるがその後は不明である。その後の河田氏は、重親（泰親）を家祖とする子孫家が江戸時代に旗本となっている。『寛永諸家系図伝』『寛政重修諸家譜』などの、旗本河田氏に関する家譜類に見られる重親の経歴は、概ね文書上から確認される動向と一致するが、武田氏服属については触れられていない点が指摘されている。